# Johnsenberget
Johnsenberget est une montagne située sur Kongsøya, une île du Kong Karls Land au Svalbard.

## Géographie

### Situation
Johnsenberget se situe dans l'extrémité orientale de l'île, entre Koppelvatna (en) et Rundisflya (en), au nord d'Andréebukta (en).

### Géologie
Johnsenberget a un sommet basaltique recouvrant des sédiments jurassiques,.

## Histoire
Johnsenberget tient son nom du capitaine Nils Johnsen, qui l'a gravie en 1872,.